# Bart Lenders
Bart Lenders est un handballeur belge né le 29 juin 1977. Il évolue au poste de demi-centre au Achilles Bocholt. Il porte le numéro 7.

## Carrière
Bart Lenders a commencé le handball au Sporting Neerpelt en Belgique. À 19 ans il disputa sa première confrontation européenne en Coupes des coupes face au suisse du TSV St. Otmar Saint-Gall match que le club perdit.
Bart se fit très tôt un nom dans le handball belge puisqu'il fut désigné Meilleur handballeur de l'année URBH à l'âge de 25 ans, plus tard il sera à nouveau renommé en 2009, 2010 et 2013 avec cette fois son club du Achilles Bocholt.

## Palmarès
- Champion de Belgique Division 1 de handball (2004)
- Vainqueur de la coupe de Belgique de handball (1997-2001-2002-2006-2013)
- 4 fois élu meilleur handballeur de l'année par l'URBH